# Necydalis cavipennis
Necydalis cavipennis är en skalbaggsart som beskrevs av Leconte 1873. Necydalis cavipennis ingår i släktet stekelbockar, och familjen långhorningar. Inga underarter finns listade i Catalogue of Life.